# Шебанов, Николай Петрович
Николай Петрович Шебанов (1899—1953) — советский лётчик-испытатель, полковник.

## Биография
Николай Шебанов родился в 1899 году. 14 августа 1918 года был зачислен в Московскую лётную школу, по окончании которой был оставлен в ней инструктором. 
С 1923 года Шебанов работал пилотом Русско-Германского общества воздушных сообщений «Дерулюфт». В числе первых советских лётчиков гражданского воздушного флота (ГВФ) он освоил трехмоторный цельнометаллический самолет АНТ-9 конструкции А. Н. Туполева. Налетав в 1936 году один миллион километров без единой аварии, был привлечен к работе Совета по безопасности в Главном управлении ГВФ.
Шебанов с 1937 года участвовал в испытаниях самолёта «Сталь-7» и был зачислен в штат Научно-исследовательского института ГВФ. 28 августа 1938 года он вместе с В. А. Матвеевым с Н. А. Байкузовым совершили на «Сталь-7» полёт по маршруту Москва — Симферополь — Москва длиной 2360 км. 6 октября 1938 года был проведен беспосадочный перелёт на «Сталь-7» по маршруту Москва — Батуми — Одесса — Москва, когда Шебанов, В. А. Матвеев и Н. А. Байкузов за 11 часов и 4 минуты пролетели 3800 км. А 28 августа 1939 года на новом варианте «Сталь-7» был выполнен беспосадочный перелёт по замкнутому маршруту Москва — Свердловск — Севастополь — Москва протяжённостью 5068 км со средней скоростью 405 км/ч (за 12 часов 30 минут). Экипаж самолета — летчики Н. П. Шебанов и В. А. Матвеев и бортрадист Н. А. Байкузов. Затем Шебанов испытывал бомбардировщик ДБ-240 (Ер-2) с двигателями М-105. 15 мая 1941 года он был откомандирован в Главное управление ГВФ.
Во время Великой Отечественной войны Шебанов возглавил группу транспортных самолетов для переброски продовольствия в осажденный Ленинград и доставки оттуда людей — выполнил порядка 50 полетов на самолёте Ли-2. Затем он участвовал в боях в небе над Восточной Пруссией. Во время войны по состоянию здоровья ушёл в отставку. После войны работал начальником аэроотряда Сибирской аэрогеологической экспедиции в Красноярском крае.
Общий налёт Шебанова более двух миллионов километров, он провёл в воздухе около одиннадцати тысяч часов и освоил самолёты более двадцати типов.
Николай Петрович Шебанов умер в 1953 году в Москве, он похоронен на Ваганьковском кладбище.

## Интересный факт
В Московскую лётную школу Шебанов был зачислен по личному письменному распоряжению Ленина, где предлагалось принять в школу Макса Павловича Дауге (сын революционного деятеля П. Г. Дауге) и Николая Петровича Шебанова. За друживших юношей перед Лениным ходатайствовала Инесса Арманд, находившаяся в родстве с Максом Дауге.

## Награды
- Награждён орденом Ленина (1936, 06.11.1945), Красного Знамени (27.05.1944, 03.11.1944), Красной Звезды (18.08.1933) и медалями.